# 安德烈亞·坎比亚索
安德烈亚·坎比亚索 （Andrea Cambiaso，2000年2月20日—）是一名意大利职业足球运动员，司职边后卫，現時為意甲俱乐部祖雲達斯球員。義大利國家足球隊成員。